# Dorcadion optatum
Dorcadion optatum là một loài bọ cánh cứng trong họ Cerambycidae.